# ماليسينا
ماليسينا (Μαλεσίνα) هي مدينة في فثيوتيس في مقاطعة كينتريكي إلادا في اليونان.